# З

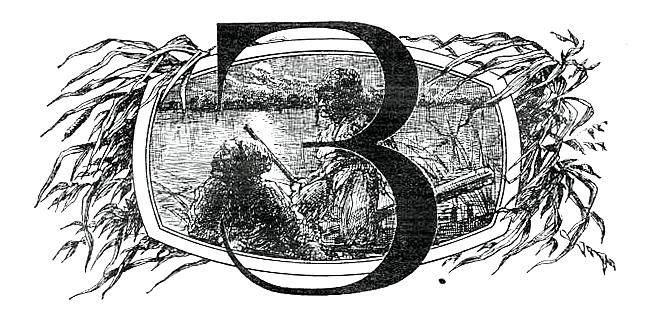
Esta imagen se utilizó para ilustrar el décimo volumen de una Enciclopedia Militar, 1912-1913. en la capital del Imperio Ruso, San Petersburgo.

З, з (cursiva: З, з) es una letra del alfabeto cirílico. Presente en todos los alfabetos cirílicos de idiomas eslavos es la octava letra en el búlgaro; la novena en los alfabetos ruso, bielorruso y macedonio; y la décima en el ucraniano.

## Orígenes
Deriva directamente de la letra griega dseta (Ζ, ζ), origen también de la zeta (Z, z) latina.

## Uso
Su pronunciación es equivalente a la de la z en la mayoría de los idiomas que utilizan en alfabeto latino (distinta a la z en el español de España) como por ejemplo la z en italiano.

### Sistema numeral cirílico
En la antigüedad, en el sistema numeral cirílico, esta letra tenía el valor numérico 7.
No se debe confundir con el número 3.

## Tabla de códigos
| Codificación de caracteres | Tipo      | Decimal | Hexadecimal | Octal  | Binario             |
| -------------------------- | --------- | ------- | ----------- | ------ | ------------------- |
| Unicode                    | Mayúscula | 1047    | 0417        | 002027 | 0000 0100 0001 0111 |
| Unicode                    | Minúscula | 1079    | 0437        | 002067 | 0000 0100 0011 0111 |
| ISO 8859-5                 | Mayúscula | 183     | B7          | 267    | 1011 0111           |
| ISO 8859-5                 | Minúscula | 215     | D7          | 327    | 1101 0111           |
| KOI 8                      | Mayúscula | 250     | FA          | 372    | 1111 1010           |
| KOI 8                      | Minúscula | 218     | DA          | 332    | 1101 1010           |
| Windows 1251               | Mayúscula | 199     | C7          | 307    | 1100 0111           |
| Windows 1251               | Minúscula | 231     | E7          | 347    | 1110 0111           |
Sus códigos HTML son: &#1047; o &#x417; para la minúscula y &#1079; o &#x437; para la minúscula.